# سیارک ۶۷۹۹
سیارک ۶۷۹۹ (به انگلیسی: 6799 Citfiftythree، نامگذاری:1993KM) شش هزار و هفتصد و نود و نهمین سیارک کشف شده‌است که در ۱۷ مه ۱۹۹۳ کشف شد.